# Wiel Kusters
Jan Hubert Willem (Wiel) Kusters (Spekholzerheide, 1 juni 1947) is een Nederlands dichter, essayist en hoogleraar. Hij is getrouwd met de pianiste Tonie Ehlen. 

## Loopbaan
Kusters debuteerde in 1965 op achttienjarige leeftijd met gedichten in het literaire tijdschrift Contour. Hij was bijzonder actief in het Limburgse letterenleven, onder meer als voorzitter van de Zuidelijke Afdeling van de Maatschappij der Nederlandse Letterkunde.
Hij was redacteur van De Gids, het Vlaamse tijdschrift DWB en literair medewerker van NRC Handelsblad, de Volkskrant en KRO-radio. Bij de oprichting van de Raad voor Cultuur werd hij benoemd tot portefeuillehouder Letteren.

## Vorming en opleiding
Na het behalen van het diploma MULO-B (1963) werkte hij gedurende enkele jaren als administratieve kracht op de polikliniek van de zenuwartsen De Jong en Kreutzkamp van het Sint Joseph Ziekenhuis in Heerlen. Van zijn daar opgedane ervaringen is het een en ander terug te vinden zijn in het hoofdstuk 'Geheimschrijver' van de kleine roman De onweerzitting (2000). In 1966 slaagde hij voor het staatsexamen HBS-A. Na zijn militaire diensttijd (1967-1968) begon hij aan de Radboud Universiteit (destijds: Katholieke Universiteit Nijmegen) met de studie Nederlandse taal- en letterkunde, terwijl hij zich tevens voorbereidde op het staatsexamen Gymnasium-A (diploma 1971). Eveneens in 1971 legde hij het kandidaatsexamen af, twee jaar later volgde het doctoraalexamen cum laude met als hoofdvak Nederlandse letterkunde van de achttiende eeuw. Van 1972 tot 1978 werkte hij als docent Nederlands aan de R.K. Scholengemeenschap 'Serviam' in Sittard. Tijdens zijn periode als freelancepublicist (1978-1989) promoveerde hij aan de Rijksuniversiteit te Utrecht, bij prof. dr. A.L. Sötemann, tot doctor in de Letteren. 

## Universitaire werkzaamheden
In 1986-1987 was hij als gastdocent verbonden aan het Institut für niederländische Philologie van de Freie Universität Berlin.
Van 1989 tot 2017 werkte hij als (bijzonder, later gewoon) hoogleraar in de algemene en Nederlandse letterkunde aan de Faculteit der Cultuur- en Maatschappijwetenschappen van Universiteit Maastricht. Van deze faculteit was hij tevens de eerste decaan. Tijdens zijn emeritaat was hij tot 2021 als honorair hoogleraar aan dezelfde universiteit verbonden.

## Onderscheidingen
- Vlag en Wimpel (voor Het veterdiploma,1987)
- Sphinx Cultuurprijs 1990
- Eremedaille der Provincie Limburg 2007
- Officier in de Orde van Oranje-Nassau 2010
- Teken van Verdienste van de Stad Maastricht 2013

### Poëzie
- Een oor aan de grond (1978)
- De gang gevolgd door Carbone notate (1979)
- De gang (1980) (bibliofiel, met etsen van Gèr Boosten)
- Sirenas. Spaanse souvenirs (bibliofiel) (1980)
- Hoofden (1981)
- Ballade van de stoker (bibliofiel, 75 ex.) (1982)
- Ballade van de palfrenier (bibliofiel) (1982)
- Knittelalfabet (met tekeningen van Gèr  Boosten) (1983)
- Kwelrijm (1983)
- Een bezoek aan de leermijn (notities en poëzie) (1984)
- Het leven op stoomschepen (1986)
- Zonder weerga/Seinesgleichen (met Oskar Pastior) (1986)
- Je wimpers zo lang. Naar motieven van Georg Heym (1887-1912), die bij het schaatsen op de Havel bij Berlijn door het ijs zakte en verdronk. (bibliofiel, 50 ex.) (1986)
- Berlijn (bibliofiel, 60 ex.) (1987)
- Twee tot de derde / Zwei zur Dritten (samen met Oskar Pastior) (1987)
- Drie nonsensverzen voor Nop (gelegenheidsuitgave) (1988)
- Dagboek (vouwblad, bibliofiel, 60 ex.) (1988)
- De hoogtijd van Peter Yvon de Vries en Anneke Brassinga (vouwblad, bibliofiel, 45 ex.) (1988)
- IJs en weder dienende (met anderen) (1988)
- Laatst (1989)
- Abecedarium (1989)
- Koninklijke sfinx (nonsensverzen) (1989)
- Merelschedeltje (vouwblad, bibliofiel, 75 ex.) (1989)
- Canto fermo (1990) (bibliofiel, gelegenheidsuitgave)
- Reliek (1990) (vouwblad)
- Oase (1992) (bibliofiel)
- De scheepskist. Levensliedje voor Tonie (bibliofiel, 25 ex.) (1996)
- Velerhande gedichten (1997)
- Een onbekende stem zingt (vouwblad, bibliofiel, 125 ex.) (1997)
- Junikever (bibliofiel, 50 ex.) (1997)(20
- Zegelboom. Gedichten en notities 1975-1989 (1998)
- Twee sonnetten (bibliofiel, 60 ex.) (2000)
- Woongenot & Reisplezier.Twee sonnettenkransen, samen met Huub Beurskens) (2001)
- Als kind moest ik een walvis eten (2002)
- Jan Hanlohof (bibliofiel, 85 ex.) (2002)
- In memoriam Guus Sötemann (bibliofiel, 60 ex.) (2002)
- Tijdingen (2006)
- Zielverstand (2007)
- Bewaarmachinist (2010)
- Hohner (2015)
- Door enkele straten van Maastricht (2017)
- Leesjongen. Verzamelde gedichten 1978-2017 (met luister-CD) (2017)
- In opdracht. Achtenveertig kwatrijnen (2019)
- Zonder palet (2020)
- Talkshow (bibliofiel, 90 ex.) (2020)
- Ars poetica (bibliofiel, 70 ex.) (2020)
- Wandeling met Gerrit [Kouwenaar], 1981 (bibliofiel, 35 ex.) (2020)
- Duize (bibliofiel, 50 ex.) (2021)
- Na de winter (bibliofiel, 40 ex.) (2021)
- Redding (bibliofiel, twee uitvoeringen, 35 en 15 ex.) (2021)
- In den Zwischenräumen (Duitstalige gedichten, bibliofiel, 45 en 15 ex.) (2021)
- Alfabels (samen met de tekenaar Joep Bertrams) (2022)
- Begrijp me niet te vroeg (2025)

### Voor kinderen
- Salamanders vangen. Met tekeningen van Joep Bertrams (1985)
- Het veterdiploma. Met tekeningen van Joep Bertrams (1987)
- Een beroemde drummer. Met tekeningen van Joep Bertrams (1994)
- Te veel hersens. Met tekeningen van Joep Bertrams (2001)
- De avonturen van Pim Pleisters. Met tekeningen van Toon Teeken (2017)

### Proza
- Het mijnmuseum (notities) (1981)
- Een bezoek aan de leermijn (notities en poëzie) (1984)
- Hendiadys (1988)
- De trap (bibliofiel, met een originele foto van Kim Zwarts) (1989)
- Aangetekend - Test test test : twee verhalen (2000)
- De onweerzitting (2000)
- De zomerschool (2003)
- De turnzaal (2004) (gesitueerd in de voormalige gymnastiekzaal achter de Hof van Tilly)
- De witte helm. Een beeldverhaal (samen met de fotograaf Frans Welters) (2018)

### Theater
- Passio diaboli (Libretto naar een idee van Bernard van Beurden) (1992)
- Doa tuut 't. Monoloog voor stem en tuba (1998)
- Levend bewijs. Spel van Jezus' passie (2005)
- Schachtsignalen (2012)

### Bloemlezingen
- Het werk (1980)
- Het regent in de trompetten. De mooiste gedichten van Pierre Kemp, gekozen door Wiel Kusters en Ingrid Wijk (2017)

### Vertalingen
- Oskar Pastior, Een Nederlandse titel (1985)
- Marin Sorescu, Versteende Hettiet (1993)
- W.H. Auden, Nee, Plato, nee (met Benno Barnard en Huub Beurskens) 2009
- H.C. Artmann, Frankenstein!! (2017)

### Vertaald
- Carbone notata. Gedichte, Inschriften (Aus dem Niederländischen von Oskar Pastior) (1983)
- Ein berühmter Trommler (Aus dem Niederländischen von Oskar Pastior) (1998)
- Carbone notata (A cura di Marco Prandoni; Traduzione di Franco Paris e Marco Prandoni. Introduzione di Herman van der Heide) (2019)

### Essayistiek, non-fictie
- Het mijnmuseum (notities en poëzie) (1981)
- Heldin in broek (1982)
- Een tuin in het niks. Vijf opstellen over Gerrit Kouwenaar (1983)
- De killer. Over poëzie en poëtica van Gerrit Kouwenaar (proefschrift) (1985)
- Raad van Alfabet (1987)
- Dit lege hart - over J.C. Bloem (1987)
- De geheimen van wikke en dille. Aantekeningen over poëzie (1988)
- Vaak is in mij iets heidens aan het treuren. Wiel Kusters over cultuur, natuur, Pierre Kemp en Toon Hermans (1988)
- Monoloog in de bergen. Over Rutger Kopland (1988)
- Arenden, ketenen (1988)
- Het sneeuwde tot het niet meer sneeuwde (1988)
- Pooltochten (inaugurele rede) (1989)
- Kouwetenendokter. Over poëzie, wetenschap, witte jassen en een sarcofaag (1991)
- Een hemd met paardjes. Over het werk van Geert van Beek (1990)
- Pierre Kemp, vroeg en laat (1991)
- Vier componisten op zoek naar een dichter (1991)
- Tegen de verstening, tegen het gruis. Enkele gedachten over cultuur (1993)
- Honingraten. Over de smaak van lezen (1994)
- Ik graaf, jij graaft. Aantekeningen over poëzie (1995)
- Bladeren en lezen in groot verstaan. Pierre Kemp in de wereld van het boek (met Harry G.M. Prick) (1995)
- Poëzie als perfecte misdaad, toegelicht aan de hand van de zaak Kouwenaar (1995)
- Versteende wouden - Mijnen en mijnwerkers in woord en beeld (met Jos Perry) (1999)
- Koolhaas' dieren - Over de biologie van een schrijver (2008)
- Pierre Kemp. Een leven (2010)
- Dit nog, ook dit. Essays over poëzie en proza (2012)
- In en onder het dorp. Mijnwerkersleven in Limburg (2012)
- En de grote rodekolen en de rode kroten rooien. Jan Hanlo's moedertaal (2012)
- Mijn versnipperd bestaan - Het leven van Kees Fens 1929-2008 (2014)
- Grote God (2015) - (Kees Fens-Lezing)
- Geschiedenis van de literatuur in Limburg (samen met Lou Spronck en Ben van Melick) (2016)
- Eikenhout en zinkviooltjes. Jan Hanlo's brieven aan Willem K. Coumans (2017)
- De hand van Pierre Kemp (2017)
- Morgen wordt het voor iedereen maandag. De oorlog van Gerrit Kouwenaar (2023)

Tentoonstellingen (curator)
- Huisraad Onraad, oder die Dinge in der Umwelt der Fliege (Bonnefantenmuseum, Maastricht, 24 mei 2001 - 2 september 2001)
- De hand van Pierre Kemp. Studies, schetsen, werken op papier (Bonnefantenmuseum, Maastricht, 22 september 2019 - 7 januari 2018)
- Jan Hanlo hep het gemaakt (i.s.m. Ser J.L. Prop en het Literatuurmuseum) (Museum Valkenburg, 16 juni 2019 - 25 augustus 2019)

### Overige
- Een bibliografie van het in boekvorm en in kranten en tijdschriften verschenen werk van Wiel Kusters tot 2012 is het driedelige De onderste steen (1988, 1997, 2012). De beide eerste delen zijn samengesteld door Jo Peters, het derde deel door Sanne Thomas.
- In 2012 verscheen Ik woon in duizend kamers tegelijk. Opstellen voor en over Wiel Kusters van vrienden en collega's ter gelegenheid van zijn afscheid als hoogleraar Algemene en Nederlandse Letterkunde aan de Faculteit der Cultuur- en Maatschappijwetenschappen van de Universiteit Maastricht, onder redactie van Jan de Roder.